# Mosaic de Dionís
El Mosaic de Dionís és el mosaic més gran del complex arqueològic de Díon, als peus del Mont Olimp. Representa la comitiva triomfal del déu grec Dionís. Ha estat sotmés a una acurada restauració entre el 2015 i el 2017.